# Club Voleibol Aguere
El Club Voleibol Aguere de San Cristóbal de La Laguna (Santa Cruz de Tenerife) España. Recibe su nombre del valle tinerfeño donde se asienta la localidad, y nombre Guanche de la ciudad. 

## Historia
El Club Voleibol Aguere fue fundado en 1992.
El equipo consiguió el ascenso a la División de Honor Femenina en la temporada 2002-2003 y ha participado con el patrocinio y el nombre de Jamper, Alvemaca y Excentric. A pesar de ser un equipo joven en la categoría su trayectoria es bastante estable y no ha sufrido demasiado para mantener la categoría; incluso en la temporada 2004-2005 se colocó entre los ocho primeros, por delante de equipos más tradicionales, y disputó con ello la segunda fase de la competición.
En la temporada 2006-2007 consiguió proclamarse subcampeón de la Copa de la Reina en la fase final celebrada en San Sebastián de los Reyes entre el 22 y el 25 de febrero. En la eliminatoria de cuartos se enfrentó al equipo anfitrión, el Vóley Sanse, en semifinales derrotó al C.V. Albacete y en la final perdió frente al C.A.V. Murcia 2005.
En la temporada 2009-2010, el club consigue una brillante temporada, la mejor de su historia, en la que se consigue llegar a las semifinales de la Copa de la Reina, celebrada en Monforte de Lemos. Además, el equipo finalizó en primer lugar de la liga regular. Tras derrotar a Ribeira Sacra, CAV Murcia y Valeriano Allés en las diferentes rondas por el título, se proclamó por primera vez en su historia Campeón de la Superliga Femenina de Voleibol.
La temporada 2010-2011 se presenta como el año en el que el club debutó en una competición europea. En este caso, el CV Aguere será el representante español en la Champions League, máxima competición continental.

## Palmarés
- 1 Superliga (2009/2010).
- 1 Subcampeón de la Copa de la Reina.

## Plantillas

### Temporada 2011-2012: Jamper Aguere
| #                             | Nombre            | F. Nacimiento            | Estatura | Origen         | Co | Re | Ce | Op | Li |
| ----------------------------- | ----------------- | ------------------------ | -------- | -------------- | -- | -- | -- | -- | -- |
| 1                             | Carmen Morales    | 17 de octubre de 1992    | 1,75 m   | España         | x  |    |    |    |    |
| 2                             | Adriana Vargas    | 5 de abril de 1991       | 1,78 m   | España         |    | x  |    |    |    |
| 3                             | Verónica Álvarez  | 19 de enero de 1992      | 1,72 m   | España         |    |    |    |    | x  |
| 4                             | Nira Pérez        | 1 de noviembre de 1984   | 1,68 m   | España         |    |    |    |    | x  |
| 6                             | María Díaz        | 18 de enero de 1984      | 1,75 m   | España         |    |    | x  |    |    |
| 7                             | Cathaysa Trujillo | 4 de marzo de 1991       | 1,82 m   | España         |    | x  |    |    |    |
| 8                             | Tamara Delgado    | 14 de septiembre de 1991 | 1,88 m   | España         |    |    | x  |    |    |
| 9                             | Beatriz Fagundo   | 2 de julio de 1992       | 1,71 m   | España         |    | x  |    |    |    |
| 10                            | Melania Hernández | 30 de diciembre de 1986  | 1,74 m   | España         | x  |    |    |    |    |
| 11                            | Angelina Waterman | 8 de enero de 1990       | 1,88 m   | Estados Unidos |    | x  |    |    |    |
| 12                            | Jéssica Soares    | 9 de abril de 1988       | 1,82 m   | Brasil         |    |    | x  |    |    |
| 14                            | Jéssica Rivero    | 15 de marzo de 1995      | 1,82 m   | Cuba           |    | x  |    |    |    |
| Entrenador: Ambrosio González |                   |                          |          |                |    |    |    |    |    |

### Temporada 2010-2011: Jamper Aguere
| #                                                                                       | Nombre                   | F. Nacimiento           | Estatura | Origen  | Co | Re | Ce | Op | Li |
| --------------------------------------------------------------------------------------- | ------------------------ | ----------------------- | -------- | ------- | -- | -- | -- | -- | -- |
| 1                                                                                       | Cristina Alves Oliveira  | 30 de junio de 1982     | 1,85 m   | Brasil  |    |    | x  |    |    |
| 2                                                                                       | Oksana Zaporozhets       | 8 de marzo de 1971      | 1,82 m   | Ucrania | x  |    |    |    |    |
| 3                                                                                       | Renata Cristina de Jesús | 11 de diciembre de 1984 | 1,88 m   | Brasil  |    |    | x  |    |    |
| 4                                                                                       | Nira Pérez               | 1 de noviembre de 1984  | 1,68 m   | España  |    |    |    |    | x  |
| 6                                                                                       | Irina Alonso             | 15 de junio de 1995     | 1,71 m   | España  |    | x  |    |    |    |
| 7                                                                                       | Cathaysa Trujillo        | 4 de marzo de 1991      | 1,82 m   | España  |    | x  |    |    |    |
| 8                                                                                       | Yasmina Hernández        | 24 de abril de 1984     | 1,84 m   | España  |    | x  |    |    |    |
| 9                                                                                       | Patricia Aranda          | 27 de junio de 1979     | 1,81 m   | España  | x  |    |    |    |    |
| 10                                                                                      | Fernanda Zendron         | 5 de marzo de 1987      | 1,83 m   | Brasil  |    | x  |    |    |    |
| 11                                                                                      | María Larrakoetxea       | 13 de febrero de 1992   | 1,77 m   | España  | x  |    |    |    |    |
| 12                                                                                      | Natalia Kvasnytsya       | 7 de junio de 1978      | 1,81 m   | Ucrania |    | x  |    |    |    |
| 17                                                                                      | Lucía Paraja             | 10 de febrero de 1983   | 1,88 m   | España  |    |    | x  |    |    |
| Entrenador: Ambrosio González Asistente: Rubén Martínez                                 |                          |                         |          |         |    |    |    |    |    |
| 3.º Superliga 2011 Cuartos de final de la Copa de la Reina 2.º Supercopa de España 2010 |                          |                         |          |         |    |    |    |    |    |

### Temporada 2009-2010: Jamper Aguere
| #                                                          | Nombre                   | F. Nacimiento           | Estatura | Origen    | Co | Re | Ce | Op | Li |
| ---------------------------------------------------------- | ------------------------ | ----------------------- | -------- | --------- | -- | -- | -- | -- | -- |
| 1                                                          | Cristina Alves Oliveira  | 30 de junio de 1982     | 1,85 m   | Brasil    |    |    | x  |    |    |
| 2                                                          | Roberta Pereira da Silva | 6 de junio de 1984      | 1,88 m   | Brasil    |    |    | x  |    |    |
| 3                                                          | Renata Cristina de Jesús | 11 de diciembre de 1984 | 1,88 m   | Brasil    |    |    | x  |    |    |
| 4                                                          | Nira Pérez               | 1 de noviembre de 1984  | 1,68 m   | España    |    |    |    |    | x  |
| 5                                                          | Ana Correa               | 19 de enero de 1985     | 1,86 m   | España    |    |    | x  |    |    |
| 7                                                          | Cathaysa Trujillo        | 4 de marzo de 1991      | 1,82 m   | España    |    | x  |    |    |    |
| 8                                                          | Yasmina Hernández        | 24 de abril de 1984     | 1,84 m   | España    |    | x  |    |    |    |
| 11                                                         | María Larrakoetxea       | 13 de febrero de 1992   | 1,77 m   | España    | x  |    |    |    |    |
| 12                                                         | Natalia Kvasnytsya       | 7 de junio de 1978      | 1,81 m   | Ucrania   |    | x  |    |    |    |
| 13                                                         | Sabrina Seguí            | 12 de mayo de 1978      | 1,81 m   | Argentina | x  |    |    |    |    |
| Entrenador: Ambrosio González Asistente: Pedro Cabrera     |                          |                         |          |           |    |    |    |    |    |
| 1.º Superliga 2010 Semifinales de la Copa de la Reina 2010 |                          |                         |          |           |    |    |    |    |    |

### Temporada 2008-2009: Jamper Aguere
| #                                                               | Nombre                   | F. Nacimiento            | Estatura | Origen  | Co | Re | Ce | Op | Li |
| --------------------------------------------------------------- | ------------------------ | ------------------------ | -------- | ------- | -- | -- | -- | -- | -- |
| 1                                                               | Cristina Alves Oliveira  | 30 de junio de 1982      | 1,85 m   | Brasil  |    |    | x  |    |    |
| 2                                                               | Roberta Pereira da Silva | 6 de junio de 1984       | 1,88 m   | Brasil  |    |    | x  |    |    |
| 3                                                               | Renata Cristina de Jesús | 11 de diciembre de 1984  | 1,88 m   | Brasil  |    |    | x  |    |    |
| 4                                                               | Nira Pérez               | 1 de noviembre de 1984   | 1,68 m   | España  |    |    |    |    | x  |
| 5                                                               | Ana Correa               | 19 de enero de 1985      | 1,86 m   | España  |    |    | x  |    |    |
| 6                                                               | Amanda Ferreira Menezes  | 25 de junio de 1983      | 1,79 m   | Brasil  | x  |    |    |    |    |
| 7                                                               | Miriam Carrillo          | 14 de noviembre de 1979  | 1,72 m   | España  | x  |    |    |    |    |
| 8                                                               | María del Mar Arranz     | 15 de julio de 1981      | 1,84 m   | España  |    |    |    | x  |    |
| 9                                                               | Adriana Vargas           | 5 de abril de 1991       | 1,78 m   | España  |    | x  |    |    |    |
| 12                                                              | Cathaysa Trujillo        | 4 de marzo de 1991       | 1,82 m   | España  |    | x  |    |    |    |
| 13                                                              | Yagmur Koçyigit          | 7 de septiembre de 1988  | 1,83 m   | Turquía |    | x  |    |    |    |
| 14                                                              | Larissa Cagnani          | 30 de septiembre de 1985 | 1,88 m   | Brasil  |    |    |    | x  |    |
| Entrenador: Ambrosio González Asistente: Pedro Cabrera          |                          |                          |          |         |    |    |    |    |    |
| 9.º Superliga 2009 Cuartos de final de la Copa de la Reina 2009 |                          |                          |          |         |    |    |    |    |    |

### Temporada 2007-2008: Jamper Aguere
| #                                                               | Nombre                   | F. Nacimiento           | Estatura | Origen          | Co | Re | Ce | Op | Li |
| --------------------------------------------------------------- | ------------------------ | ----------------------- | -------- | --------------- | -- | -- | -- | -- | -- |
| 1                                                               | Katie Lynn Carter        | 10 de octubre de 1985   | 1,86 m   | Estados Unidos  |    | x  |    |    |    |
| 2                                                               | Roberta Pereira da Silva | 6 de junio de 1984      | 1,88 m   | Brasil          |    |    | x  |    |    |
| 3                                                               | Renata Cristina de Jesús | 11 de diciembre de 1984 | 1,88 m   | Brasil          |    |    | x  |    |    |
| 4                                                               | Nira Pérez               | 1 de noviembre de 1984  | 1,68 m   | España          |    |    |    |    | x  |
| 5                                                               | Ana Correa               | 19 de enero de 1985     | 1,86 m   | España          |    |    | x  |    |    |
| 7                                                               | Ana Paula Santos         | 25 de abril de 1982     | 1,88 m   | Brasil          |    |    |    | x  |    |
| 8                                                               | Eva Stepancikova         | 11 de diciembre de 1972 | 1,80 m   | República Checa | x  |    |    |    |    |
| 9                                                               | Silvana Olivera          | 5 de agosto de 1984     | 1,81 m   | Argentina       |    | x  |    |    |    |
| 10                                                              | Noelia Esteban           | 29 de octubre de 1972   | 1,80 m   | España          |    | x  |    |    |    |
| 11                                                              | Marcela Gonçalves Correa | 1 de diciembre de 1987  | 1,77 m   | Brasil          |    | x  |    |    |    |
| 12                                                              | Cathaysa Trujillo        | 4 de marzo de 1991      | 1,82 m   | España          |    | x  |    |    |    |
| 15                                                              | Shushyla Smith           | 20 de enero de 1992     | 1,74 m   | Andorra         |    |    |    | x  |    |
| Entrenador: Ambrosio González Asistente: Pedro Cabrera          |                          |                         |          |                 |    |    |    |    |    |
| 6.º Superliga 2008 Cuartos de final de la Copa de la Reina 2008 |                          |                         |          |                 |    |    |    |    |    |

### Temporada 2006-2007: Jamper Aguere
| #                                                         | Nombre                   | F. Nacimiento            | Estatura | Origen    | Co | Re | Ce | Op | Li |
| --------------------------------------------------------- | ------------------------ | ------------------------ | -------- | --------- | -- | -- | -- | -- | -- |
| 1                                                         | Celina Crusoe            | 22 de septiembre de 1974 | 1,75 m   | Argentina | x  |    |    |    |    |
| 2                                                         | Roberta Pereira da Silva | 6 de junio de 1984       | 1,88 m   | Brasil    |    |    | x  |    |    |
| 3                                                         | Renata Cristina de Jesús | 11 de diciembre de 1984  | 1,88 m   | Brasil    |    |    | x  |    |    |
| 4                                                         | Nira Pérez               | 1 de noviembre de 1984   | 1,68 m   | España    |    |    |    |    | x  |
| 5                                                         | Ivana Popovic            | 13 de enero de 1983      | 1,84 m   | Serbia    |    |    |    | x  |    |
| 6                                                         | Paola Borja              | 14 de junio de 1989      | 1,68 m   | España    | x  |    |    |    |    |
| 8                                                         | Beatriz Alonso           | 9 de diciembre de 1982   | 1,72 m   | España    |    | x  |    |    |    |
| 9                                                         | Neus Martín              | 16 de mayo de 1989       | 1,74 m   | España    |    |    | x  |    |    |
| 10                                                        | Noelia Esteban           | 29 de octubre de 1972    | 1,80 m   | España    |    | x  |    |    |    |
| 12                                                        | Natalia Kvasnytsya       | 7 de junio de 1978       | 1,81 m   | Ucrania   |    | x  |    |    |    |
| 15                                                        | Kenia da Silva           | 25 de septiembre de 1982 | 1,84 m   | Brasil    |    |    |    | x  |    |
| 17                                                        | María Jesús Zambudio     | 3 de febrero de 1984     | 1,80 m   | España    |    |    | x  |    |    |
| Entrenador: Ambrosio González Asistente: Pedro Cabrera    |                          |                          |          |           |    |    |    |    |    |
| 7.º Superliga 2007 Subcampeón de la Copa de la Reina 2007 |                          |                          |          |           |    |    |    |    |    |

### Temporada 2005-2006: Alvemaca Excentric
| #                                                                | Nombre            | F. Nacimiento          | Estatura | Origen         | Co | Re | Ce | Op | Li |
| ---------------------------------------------------------------- | ----------------- | ---------------------- | -------- | -------------- | -- | -- | -- | -- | -- |
| 1                                                                | Larissa Cundy     | 14 de abril de 1982    | 1,78 m   | Canadá         | x  |    |    |    |    |
| 3                                                                | Kristina Bognar   | 3 de marzo de 1983     | 1,77 m   | Hungría        | x  |    |    |    |    |
| 4                                                                | Nira Pérez        | 1 de noviembre de 1984 | 1,68 m   | España         |    |    |    |    | x  |
| 6                                                                | Kelli Nerison     | 4 de junio de 1983     | 1,85 m   | Estados Unidos |    |    | x  |    |    |
| 7                                                                | Fabiane Aguiar    | 21 de junio de 1982    | 1,87 m   | Brasil         |    |    | x  |    |    |
| 8                                                                | Beatriz Alonso    | 9 de diciembre de 1982 | 1,72 m   | España         |    | x  |    |    |    |
| 10                                                               | Noelia Esteban    | 29 de octubre de 1972  | 1,80 m   | España         |    | x  |    |    |    |
| 11                                                               | Yasmina Hernández | 24 de abril de 1984    | 1,84 m   | España         |    |    |    | x  |    |
| 14                                                               | Soraya Santos     | 17 de julio de 1979    | 1,84 m   | Brasil         |    |    |    | x  |    |
| 17                                                               | Cheryl Stinson    | 8 de febrero de 1980   | 1,85 m   | Canadá         |    |    | x  |    |    |
| Entrenador: Ambrosio González Asistente: Fernando Ávila García   |                   |                        |          |                |    |    |    |    |    |
| 10.º Superliga 2006 Cuartos de final de la Copa de la Reina 2006 |                   |                        |          |                |    |    |    |    |    |